# Sudare

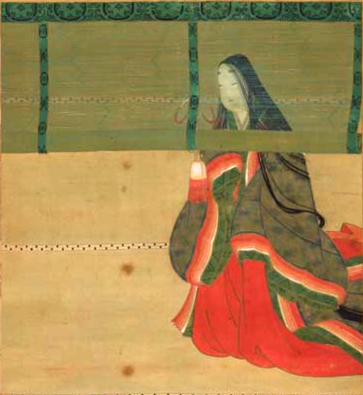
L'écrivain Sei Shōnagon se tient derrière un misu.

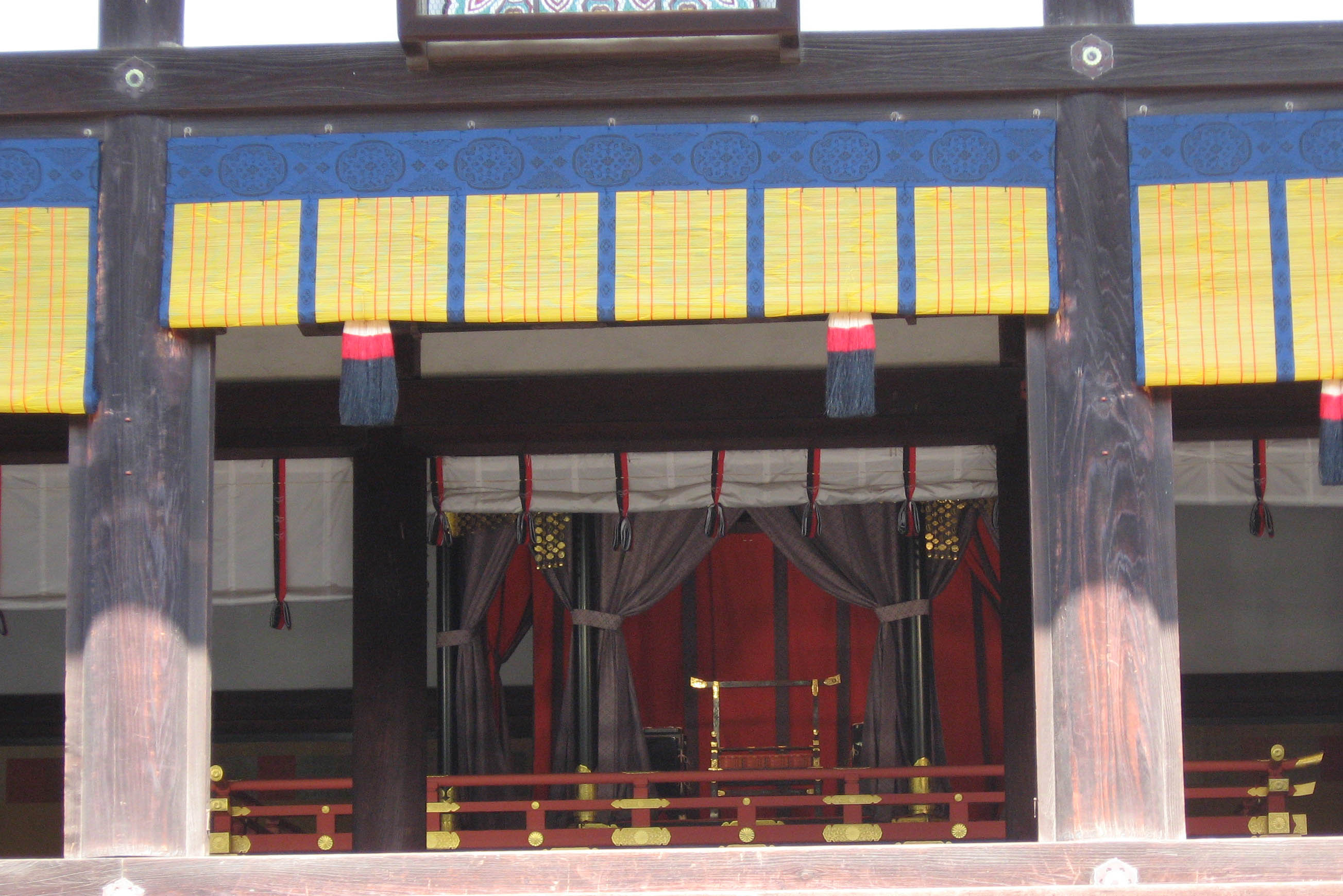
Misu protégeant la vue sur le trône au Shishin-den du palais impérial de Kyoto.

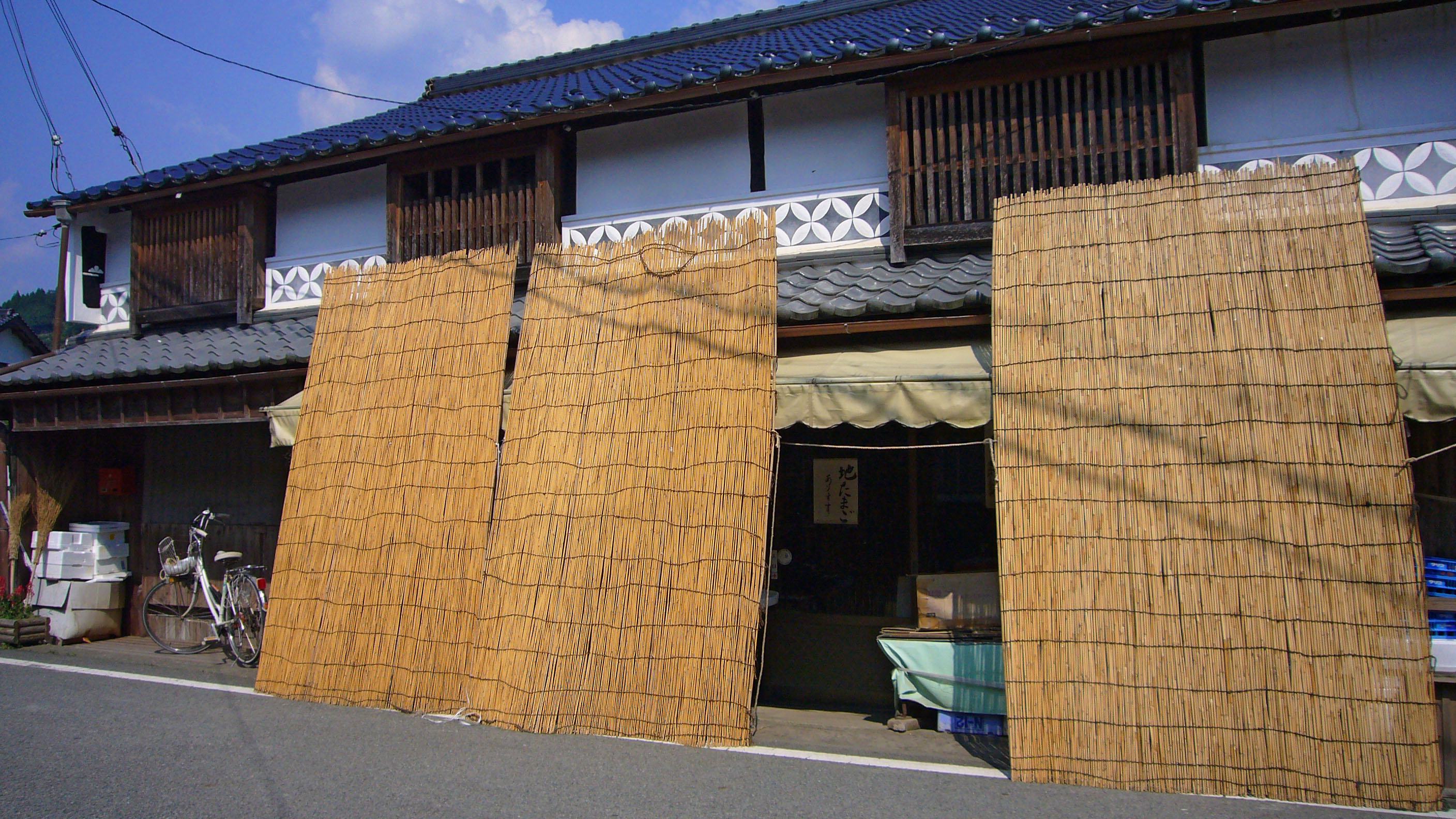
Exemples d'écrans yoshi sudare ou yoshizu à l'extérieur d'une boutique dans la préfecture de Hyōgo.

Les sudare (簾 ou すだれ) sont des écrans de fenêtres (en) ou stores. Ils sont aussi parfois appelés misu (御簾 ou みす), en particulier s'ils ont un ourlet de tissu vert. Les sudare sont faits de lattes horizontales de bois décoratif, bambou ou autre matériau naturel tissé avec de la ficelle simple, des fils textiles colorés ou autre matériau décoratif pour en faire des stores très solides. Ils peuvent être roulés ou pliés. Les yoshizu, type de sudare non suspendus, sont faits de lattes verticales de roseau commun et utilisés comme écrans.

## Usage et histoire
Les sudare sont utilisés dans de nombreux foyers japonais pour protéger les vérandas et autres ouvertures du bâtiment des rayons du soleil, de la pluie et des insectes. Ils sont normalement mis en place au printemps et déposés en automne. Leur structure légère permet à la brise de passer à travers, ce qui constitue un avantage durant les chauds étés japonais. Comme les matériaux de construction sont faciles à trouver, le sudare peut être confectionné à un prix avantageux. Les sudare modernes sont principalement fabriqués en Chine.
Les sudare destinés aux palais et villas utilisaient des bambous de haute qualité avec de couteuses broderies traversées de soie et d'or. Ils étaient parfois couverts de peintures, le plus souvent sur leur face interne et quelques écrans chinois portaient également des symboles peints sur la face externe.
Les sudare protègent les habitants du bâtiment non seulement des éléments mais aussi du regard des étrangers. Ils figurent en bonne place dans Le Dit du Genji (Genji monogatari). Durant l'époque de Heian, une dame de la cour devait se cacher derrière un écran en parlant avec un homme extérieur à sa famille immédiate. Elle pouvait jeter un œil à travers le sudare et voir son interlocuteur, mais comme il devait rester à une certaine distance du sudare, lui ne pouvait pas la voir. Seulement avec la permission de la dame pouvait-il s'avancer et elle seule pouvait éventuellement soulever l'écran. Tout mouvement injustifié de la part de l'homme était considéré comme une grave infraction à l'étiquette et une menace contre la pudeur et la pureté de la dame.
Les sudare étaient aussi employés à l'occasion des audiences impériales. Comme il était interdit de regarder directement le tennō (« dirigeant céleste »), celui-ci restait assis caché derrière un écran dans la salle du trône, ses chaussures seules étant visibles. Cette pratique est tombée en désuétude quand la puissance impériale a décliné.
À l'aube de la modernité, la production de sudare décline et devient un artisanat traditionnel, mais ils sont encore vendus et expédiés à l'étranger par différentes sociétés.

## Note
Un musée situé à Amano-cho dans la ville de Kawachinagano de la préfecture d'Osaka retrace l'histoire des sudare. Des outils et machines utilisés pour les fabriquer ainsi que des sudare d'autres pays sont exposés.